# Вингард (Алба)
Вингард (рум. Vingard) насеље је у Румунији у округу Алба у општини Шпринг. Oпштина се налази на надморској висини од 375 m.

## Становништво
Према подацима из 2002. године у насељу је живело 612 становника.

### Попис2002.
| Расподела становништва по националности 2002.‍ | Расподела становништва по националности 2002.‍ | Расподела становништва по националности 2002.‍ | Расподела становништва по националности 2002.‍ | Расподела становништва по националности 2002.‍ |
| --------------------------------------------- | --------------------------------------------- | --------------------------------------------- | --------------------------------------------- | --------------------------------------------- |
|                                               |                                               |                                               |                                               |                                               |
| Румуни                                        | Румуни                                        |                                               | 520                                           | 85,0%                                         |
| Роми                                          | Роми                                          |                                               | 71                                            | 11,6%                                         |
| Немци                                         | Немци                                         |                                               | 21                                            | 3,4%                                          |